# بخش دیرفیلد (شهرستان وارن، اوهایو)
بخش دیرفیلد (به انگلیسی: Deerfield Township) یک منطقهٔ مسکونی در ایالات متحده آمریکا است که در شهرستان وارن، اوهایو واقع شده‌است.
 بخش دیرفیلد ۴۳٫۶ کیلومتر مربع مساحت و ۳۸٬۲۱۷ نفر جمعیت دارد و ۲۵۶ متر بالاتر از سطح دریا واقع شده‌است.